# Træla
Træla er et fjordbassin i Ytre Oslofjord mellem selve Oslofjorden og Nøtterøy i Vestfold og Telemark fylke i Norge. Bassinet er en del af Tønsbergs havnebassin   og ligger nord for øerne Føynland og Husøy. 
Kanalen er et lille sund som går fra Træla mellem Nøtterøy og fastlandet til Byfjorden, som er en del af Tønsbergfjorden, længere mod vest. 
Træla er op til 3,5 km lang og  1 km bred på det bredeste. 
- Luftfoto, formentlig fra 1950'erne, af den nordlige del af Nøtterøy med Teie foran og Tønsberg i baggrunden med fjordbassinet Træla til højre.
Foto: Widerøe/Vestfoldmuseene
- Kanalen mellem Nøtterøy og Tønsberg med del af Træla foran til højre i billedet, 1967 
Foto: Widerøe/Vestfoldmuseene
- Luftfoto fra omkring 1947 som viser Kaldnes Mekaniske Verksted på Kaldnes på den nordlige del af Nøtterøy med Byfjorden foran og Træla på østsiden af kanalen bag.
Foto: Widerøe/Vestfoldmuseene
- Luftfoto af Nøtterøy, formentlig fra 1950'erne, med Teie foran, Føynland i baggrunden og del af Træla til venstre.
Foto: Widerøe/Vestfoldmuseene